# Гонсало Нуньес де Лара
Гонсало Нуньес (исп. Gonzalo Núñez de Lara, Gonzalo Núñez, primer señor de la Casa de Lara; упоминается в 1059—1106 годах) — один из первых представителей дома де Лара, которого современные историки и генеалоги считают первым четко идентифицируемым членом этой семьи. Дом де Лара был одним из самых важных в королевствах Кастилия и Леон, и некоторые из его членов играли видную роль в истории средневековой Испании. Возможно, он был связан родственными узами с Сальвадоресами, сыновьями Сальвадора Гонсалеса и по браку с родом Альфонсо из Тьерра-де-Кампос и Льебана, а также с Альваресом из Кастилии. Гонсало Нуньес, скорее всего, был потомком графов Кастилии.

## Спорные источники
Крупнейший специалист по испанской генеалогии Луис де Салазар-и-Кастро в своей работе о доме де Лара сообщал, что Гонсало был третьим членом этой семьи с этим именем и был потомком графов Кастилии. Гонсало был сыном Нуньо или Мунио Гонсалеса, который был сыном Гонсало Фернандеса, первенцем графа Фернана Гонсалеса. Автор, однако, путает несколько тезок, предполагая, что они являются одним и тем же человеком, и не предоставляет никаких документальных доказательств, подтверждающих это родство. Кроме того, согласно средневековым хартиям, Гонсало Фернандес, сын Фернана Гонсалеса, упомянутый в последний раз 29 июня 959 года, а в феврале 984 года его вдова, Фронильда Гомес, сделала пожертвование за душу своего умершего мужа монастырю Сан-Педро-де-Кардена и упоминает только одного сына по имени Санчо.
Испанский историк Рамон Менендес Пидаль в «La España del Cid» (1929) считал, что Гонсало Нуньес был сыном Мунио или Нуньо Сальвадореса, который был бы братом Гонсало Сальвадореса. Другой историк Мария дель Кармен Карле в своей работе «Gran Propiedad y grandes propietarios» (1973) предлагала родство Гонсало с Сальвадором. Согласно её гипотезе, это родство происходило через Гото Гонсалес, дочь Гонсало Сальвадореса и жену Нуньо Альвареса, которые были родителями Гонсало Нуньеса де Лара. Тем не менее, согласно нескольким хартиям, Гото Гонсалес Сальвадорес была замужем за астурийским графом Фернандо Диасом, братом Химены Диас, жены Родриго Диаса де Вивара. Нуньо Альварес, умерший в 1065 году, имел феоды Амайя и Карасо, и его семья владела недвижимостью на земле между реками Арлансон и Дуэро, что объясняет «власть Лары в регионе».
Историк Джулия Монтенегро в своем исследовании о монастыре Санта-Мария-ла-Реаль-де-Пиаска документировала связь с родословной Альфонсо, происхождение родов Осорио, Виллалобос и Фройлаз. Согласно её гипотезе, Гутьерре Альфонсо и его жена Гото были родителями Марии Гутьеррес, которая вышла замуж за кастильского магната Нуньо Альвареса, и эта пара была родителями Гонсало Нуньеса.
Современный испанский медиевист, ученый и профессор Маргарита Торрес Севилья-Киньонес-де-Леон соглашается с этим, но тем не менее, она доказывает, что Мария Гутьеррес и Нуньо Альварес не были родителями Гонсало Нуньеса де Лары. Матерью Гонсало была Гото Гото Нуньес, как видно из пожертвование в 1087 года в монастырь Сан-Мильян-де-Сусо. Гонсало Нуньес де Лара с женой Гото и невесткой Урракой сделали пожертвования в монастырь Сан-Мартин-де-Мармельяр. Через год же самая Уррака, упомянутая в предыдущей хартии, пожертвовала в тот же самый монастырь часть имущества, принадлежавшего её дяде Мунио Альваресу и её матери Марии, дочери графа Гутьерре Альфонсо. Уррака упоминается снова в 1097 году, когда сделала пожертвования монастырю Сан-Бенито в Саагуне, что было подтверждено Гонсало Нуньесом, а в 1088 году вместе со своей матерью Марией Гутьеррес она сделала ещё одно пожертвование монастырю Сан-Мильан-де-Сусо имущества в Вилья-Фитеро.
Другая гипотеза о происхождении Гонсало Нуньеса де Лара предложена Маргаритой Торрес, которая предполагает, что Гонсало был сыном Мунио Гонсалеса, сына Гонсало Гарсии, который, в свою очередь, был сыном графа Гарсии Фернандеса Кастильского. Мунио Гонсалес, вероятно, был графом в Алаве в 1030 году и был братом Сальвадора Гонсалеса, владельца феода в Ла-Буребе, и это объясняет отношения между Ларой и Сальвадором. Оба брата были вассалами короля Санчо III Наваррского, и Мунио часто появляется в хартиях со своими племянниками Гонсало и Альваро Сальвадоресами.
Историки Гонсало Мартинес Диес и Карлос Эстепа Диес не согласны с гипотезой, предложенной Маргаритой Торрес. Мартинес Диес утверждает, что невозможно подтвердить происхождение Гонсало Нуньеса де Лара с помощью имеющихся средневековых документов. Эстепа Диес подчеркивает, что имена «Мунио» и «Нуньо» различны и что, хотя они могут быть неправильно написаны в некоторых хартиях, правильными отчествами были бы «Муньос» (сын Мунио) или «Нуньес» (сын Нуньо). Антонио Санчес де Мора, однако, считает, что, хотя происхождение Гонсало Нуньеса де Лара все ещё не определено, гипотеза, предложенная Маргаритой Торрес, вероятно, ближе всего к истине. Единственное родство, которое, по-видимому, было доказано, — это то, что жена Гонсало, Гото Нуньес, является членом кланов Альфонсо и Альварес, и что, хотя «кажется, что существуют тесные связи между Ларой и Сальвадоресом, документальных доказательств по-прежнему не хватает для того, чтобы иметь возможность определить точное происхождение».

## Биография

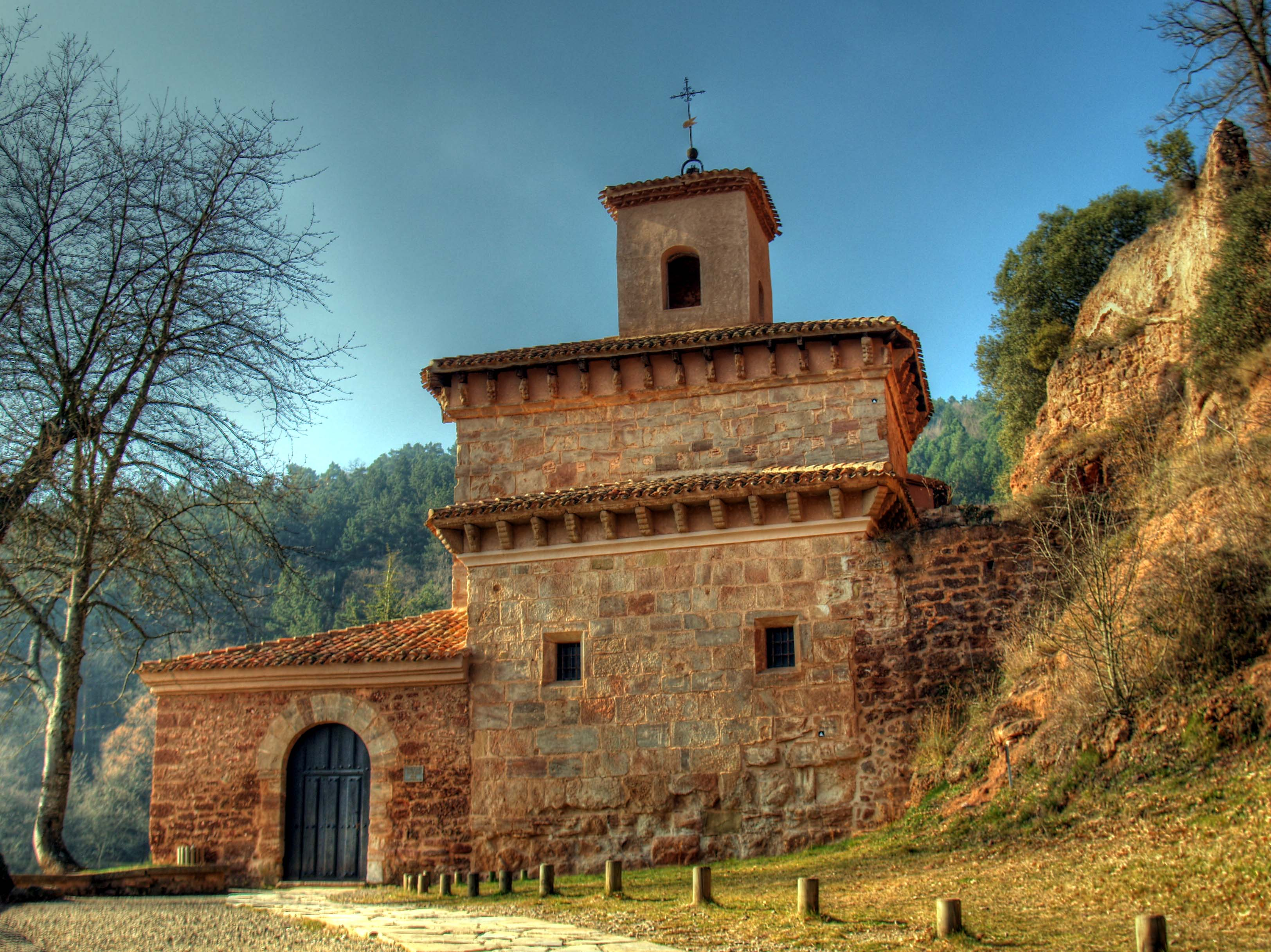
Монастырь Сан-Мильан-де-Сусо, который воспользовался пожертвованиями, сделанными Гонсало Нуньесом де Ларой и его женой Гото.

Гонсало Нуньес пользовался королевской милостью и «поднялся до больших высот благодаря щедрости короля». В 1098 году король Кастилии Альфонсо VI упоминает Гонсало в пожертвовании монастырю Сан-Мильан-де-Сусо как своего «любимого Гонсало Нуньеса». Несмотря на то, что он не имел титула «граф», он часто появляется в документах как «старший», как это было в случае с другими кастильскими магнатами XI века. Помимо утверждения в качестве старшего Gondissalvo Nunnez, он также появляется с титулом potestas и dominante Lara, топонимика, от которой его род принял свое название, хотя только спустя столетие её члены начали добавлять «Лара» к своим соответствующим отчествам.
Его присутствие в курии Регис (королевский совет) подтверждается с 1059 года, когда он появляется, подтверждая королевские хартии, часто с Гонсало Сальвадоресом, королей Леона и Кастилии Фернандо I, Санчо II и Альфонсо VI, хотя, в некоторых случаях, поскольку название земли, которой они управляли, не упоминается, оно может относиться к другому тезке.
Он управлял несколькими поместьями, в том числе Карасо, Уэрта, Осма и Лара, последний он управлял с 1081 по 1095 год. Он владел поместьями в Кастилья-ла-Вьеха, Тьерра-де-Кампос и в Астурии, а также владел правами в Ортигуэле и в городах Дуруэло-де-ла-Сьерра и Ковадела.
В 1093 году Гонсало Нуньс де Лара участвовал в военной кампании в Португалии, а позднее безуспешно пытается предотвратить захвата Альморавидами города Уэска. В 1098 году он сыграл ключевую роль в заселении городов Альмасан и Мединасели после того, они были отбиты у мавров в 1104 году.
Он был покровителем нескольких монастырей, и у него с женой Гото были тесные связи с монастырем Санта-Мария-ла-Реаль-де-Пиаска, который покровительствовал семье его жены, Альфонсо. В пожертвовании, сделанном в 1122 году, его сын Родриго упомянул, что монастырь был построен его дедушкой и бабушкой, и что его родители были его покровителями.
Последний раз Гонсало Нуньес де Лара упоминается в средневековых хартиях 12 декабря 1105 года в монастыре Сан-Сальвадор-де-Онья и, вероятно, вскоре умер.

## Брак и дети
Гонсало Нуньес женился на Гото Нуньес, дочери Нуньо Альвареса и Марии Гутьеррес, которая была дочерью Гутьерре Альфонсо, графа Грахаль и графини Гото. Документально подтвержденными потомками этого брака были::
- Педро Гонсалес де Лара (? — 1130)[31][32][33] , один из самых могущественных кастильских магнатов своего времени и любовник королевы Урраки, с которой он имел потомство.
- Родриго Гонсалес де Лара (умер позже 1144)[34][31][33], граф и видный член дома Лары.
- Тереза Гонсалес де Лара. В 1035 году Гонсало и Гото предложили свою дочь Терезу Королевскому монастырю Сан-Бенито в Саагуне и монастырю Сан-Педро-де-лос-Молинос, пожертвовав несколько объектов недвижимости, большинство из которых принадлежало семье Альфонсо[17]. Тереза стала монахиней и позже была аббатисой в монастыре Сан-Педро-де-лас-Дуэньяс с 1126 по 1137 год.
- Мария Гонсалес де Лара (умерла после 1141 года) вышла замуж за Иньиго Хименеса, сеньора де Камерос и долины Арнедо до июня 1109 года[31], когда они оба составили завещание[35]. Она появляется со своим сыном, также сеньором де Камерос, подтверждающим пожертвование, сделанное его братом Родриго монастырю Сан-Педро-де-Арланса.

Гонсало также мог быть отцом Гото Гонсалеса, которая появляется со своим племянником Манрике Пересом де Ларой в 1143 году, когда он даровал фуэрос Лос-Аусинесу. Некоторые специалисты по генеалогии утверждают, что она была замужем за Родриго Муньосом, сеньором де Гусман и Роа, хотя средневековые источники подтверждают, что жену Родриго звали Майор Диас. Луис де Салазар-и-Кастро добавил других дочерей, чье существование недокументировано и сомнительно. Одной из них была Эльвира Гонсалес де Лара, вышедшая замуж за Педро Нуньеса де Фуэнтеармехиля, а другая — дочь по имени Санча Гонсалес, которая, как он утверждал, была женой графа Фернандо Переса де Трабы (ок. 1090—1155), хотя документально подтвержденная жена графа Галисии на самом деле была дочерью Гонсало Ансуреса и Урраки Бермудес.